# Кендерли (село)
Кендерли (каз. Кендірлі) — село в Мангистауской области Казахстана, в подчинении у городской администрации Жанаозена. Административный центр и единственный населённый пункт сельской администрации Кендерли. Код КАТО — 471838100.

## География
Расположено к югу от улицы Жынгылды села Рахат.

## История
Образовано в 2020 году путём выделения юго-восточной части села Рахат (микрорайон «Жулдыз») в самостоятельный населённый пункт.

## Население
На момент образования в населённом пункте проживало порядка 12000 человек. По данным переписи 2021 года, в селе проживало 12 868 человек (6 074 мужчин и 6 794 женщин).